# Quick et Flupke
Quick et Flupke est une série de bande dessinée jeunesse belge créée par Hergé.
Série publiée en marge des Aventures de Tintin, et moins connue que cette dernière, elle apparaît dans les pages du journal Le Petit Vingtième à partir du 23 janvier 1930.
Elle met en scène le quotidien de deux enfants, nommés Quick et Flupke, à Bruxelles. Leurs aventures ponctuées de nombreux gags, en raison de leur maladresse, prennent place aussi bien chez eux que dans la rue ou à l'école. Parce qu'ils défient régulièrement l'autorité, l'officier de police du quartier, appelé l'Agent 15, est le troisième personnage principal de la série. Parfois nargué par les deux enfants, il est aussi occasionnellement leur complice dans certaines de leurs farces.

## Historique

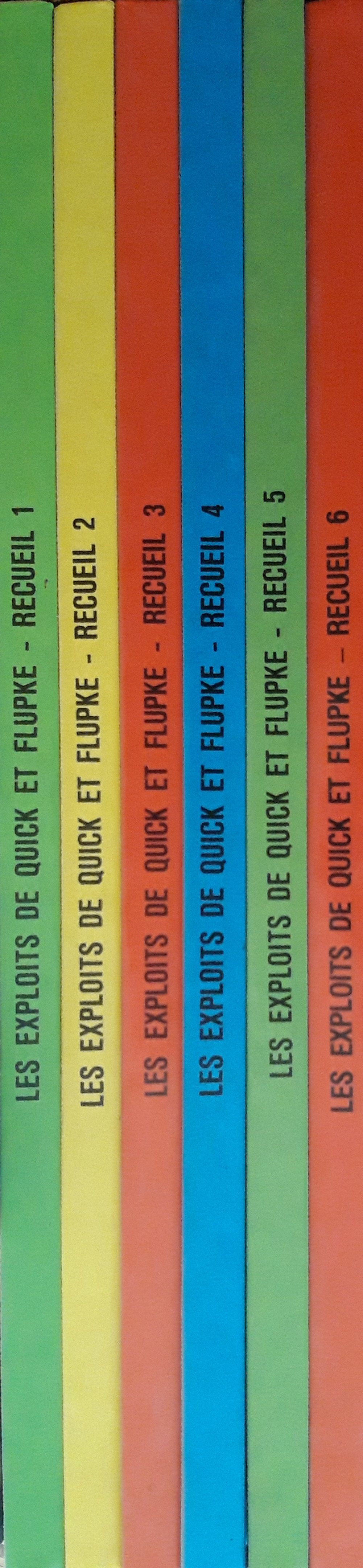
Les Exploits de Quick et Flupke (1975 à 1982).

### Création
Hergé est employé du quotidien Le Vingtième Siècle à partir de 1925. Il devient ensuite rédacteur en chef du Petit Vingtième, un supplément hebdomadaire au quotidien destiné à la jeunesse. Il commence à y dessiner Les Aventures de Tintin en 1929, avec Tintin au pays des Soviets.
Le succès de cette bande dessinée fait que Le Petit Vingtième peut s'agrandir. La rédaction envisage alors de publier une nouvelle série signée par Hergé et annonce, sans le consulter puisqu'il est en vacances, que le dessinateur proposera prochainement une nouvelle histoire avec de nouveaux personnages. Apprenant qu'il doit composer rapidement cette nouvelle série, Hergé se serait en partie inspiré du film Les Deux Gosses (1924) de Louis Mercanton.
Le premier gag apparaît dans le Petit Vingtième du 23 janvier 1930, où Quick est présenté en couverture du journal. Sa parution correspond au moment où Le Petit Vingtième inaugure un nouveau format, plus grand puisque composé de seize pages, mais aussi une nouvelle identité graphique. Quick est dans un premier temps le seul personnage principal, avant de rencontrer différents comparses d'une semaine à l'autre. Ceux-ci, Jeff, Sus, puis Flupke, sont inspirés d'amis du dessinateur. C'est ce dernier qui restera définitivement aux côtés de Quick, bien que Sus fasse encore quelques apparitions,.

### Nouveaux héros
Les années 1930 à 1935 sont la période la plus fructueuse de la série, avec la création de 277 gags. Quick et Flupke est alors un contre-pied à Tintin. La nouvelle série présente sur deux pages des histoires indépendantes les unes des autres où « l'ordre est déjoué », alors que le personnage de Tintin bénéficie d'histoires longues, recherchées, présentant une forme de morale. Une autre différence notable est le lieu de l'action : Tintin est un grand voyageur, alors que Quick et Flupke évoluent essentiellement à Bruxelles.

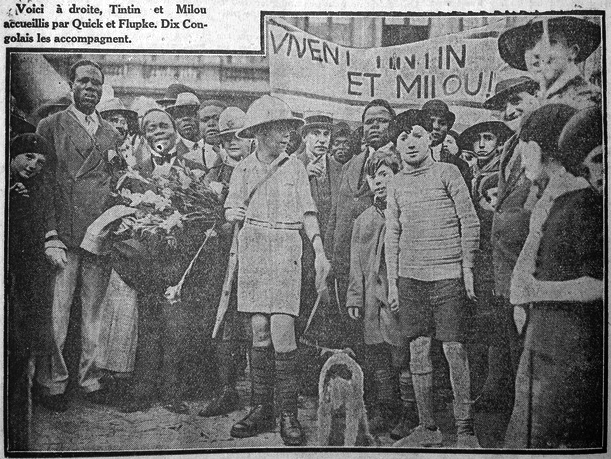
Enfants déguisés en Tintin, Quick et Flupke, en 1931.

Pour imaginer de nouveaux gags, Hergé va régulièrement jouer des codes de la bande dessinée pour aller dans le registre de l'absurde. Dans les planches publiées en noir et blanc dans Le Petit Vingtième, Quick et Flupke ont parfois conscience d'être dans une bande dessinée et entrent même en interaction avec Hergé qui se met en scène. Ce lien entre les personnages et leur auteur donne à Hergé une liberté de ton. Il les utilise aussi à certains moments pour se dédouaner de son manque de créativité ou d'inspiration, comme lorsqu'il les présente grippés le 25 février 1932.
Bien que l'action de Quick et Flupke soit quasi circonscrite au quartier des personnages, il arrive aussi qu'ils voyagent. Un de leurs premiers voyages est une excursion en Écosse pour observer le monstre du loch Ness le 11 janvier 1934. Ces voyages vont généralement être le fait de Flupke, qui se rendra aussi au Groenland à l'occasion d'un Nouvel An, et qui remplace progressivement Quick en tant que personnage principal de la série,.
Les deux enfants permettent souvent au dessinateur de réagir à des sujets d'actualité et de les commenter. Ce fut le cas avec le monstre du loch Ness. Mais Hergé n'hésite pas à présenter des sujets plus difficiles, comme le chômage, évoqué et présenté aux jeunes lecteurs du Petit Vingtième. D'autres thèmes de la vie courante, comme l'influence de la publicité — autre métier exercé par Hergé —, sont également présentés et moqués plusieurs fois,,.
À plusieurs reprises, la série permet à Hergé d'exprimer une certaine aversion pour la guerre. Il critique ainsi l'escalade de la violence dans Boule de neige... ou Sarajevo 1935, publié le 19 décembre 1935, qui fait référence au déclenchement de la Première Guerre mondiale.
Après 1935, seuls 32 gags sont publiés, ce qui correspond à une période où émergent d'autres séries initiées par Hergé, comme Les Aventures de Jo, Zette et Jocko, série publiée à partir de 1936.

### Guerre et après
Pendant la Seconde Guerre mondiale, la Belgique occupée fait face à différents problèmes dont celui de l'approvisionnement en papier. Hergé se met à dessiner pour le supplément jeunesse du Soir, un journal repris par des collaborationnistes. Il délaisse quelque peu Quick et Flupke, redessinant surtout des anciens gags qui sont ensuite traduits en néerlandais puis publiés dans le journal flamand Het Algemeen Nieuws à partir du 23 octobre 1940. Il poursuit ce travail jusqu'en mai 1942, période où, trop occupé par d'autres projets, il ne travaille plus sur Quick et Flupke.
Après la guerre, les planches sont regroupées en séries de 30. Bien que l'essentiel du travail d'amélioration et de modernisation du dessin ait été réalisé pendant la guerre, plusieurs collaborateurs aident Hergé à finir d'améliorer le dessin et à colorier les planches. Les deux premiers albums qui en résultent sont édités en janvier 1949, le onzième et dernier en janvier 1969. Durant cette période, certains gags sont aussi publiés dans le Journal de Tintin.
Six recueils des mêmes histoires, composés de 58 planches d'un plus grand format, sont ensuite tirés de 1975 à 1982.
Enfin, avec la sortie de la série d'animation Quick et Flupke au milieu des années 1980, de nouveaux gags dessinés par Johan De Moor sont publiés.

## Personnages

### Personnages principaux

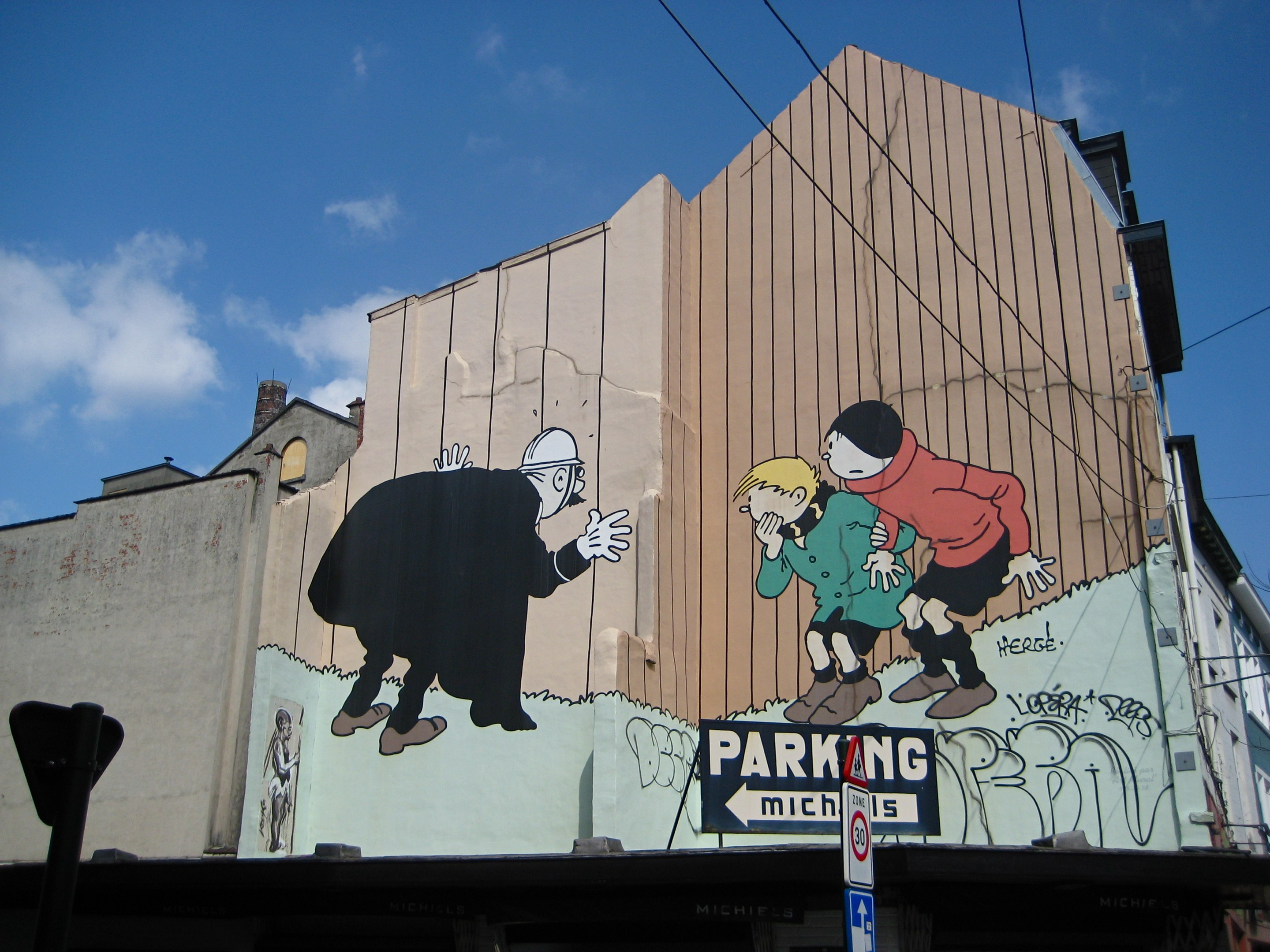
Fresque à Bruxelles.

L'essentiel de la série tourne autour de trois personnages :
- Quick est un jeune garçon brun portant toujours un bonnet de laine, s'apparentant à un béret, et un col roulé rouge. Il est le plus grand du duo et généralement la tête pensante. Présent dès la première planche, son nom est le diminutif de Patrick en brusseleer.
- Flupke est un jeune garçon blond portant continuellement une écharpe et un manteau vert, à quelques très rares exceptions près. Cet accoutrement est notamment le sujet d'un gag où Flupke se plaint de porter cette tenue d'hiver en été[Note 2]. Plus petit que Quick, il est tête en l'air et le plus maladroit des deux. Hergé s'est certainement inspiré d'un de ses amis, Philippe Gérard, pour créer le personnage : le nom Flupke étant le diminutif de Philippe en brusseleer[A 3]. Philippe Goddin s'interroge dans Hergé, chronologie d'une œuvre sur le fait que Flupke puisse être le cousin de Quick, en raison de la présence d'un portrait de celui-ci chez Quick[B 7].
- Agent 15, est un policier de la ville de Bruxelles. Hergé s'inspire des policiers présents dans les films de Charlie Chaplin pour donner naissance à ce personnage[3]. Il est appelé Agent 15 en raison de son matricule policier visible sur l'encolure de son habit. Dans l'histoire parue à la page 9 du no 7 de l'édition belge du Journal de Tintin du 16 février 1950, on apprend que son nom de famille est Vertommen. Il est parfois la victime, l'auteur, ou le complice des farces de Quick et Flupke.

### Autres personnages
M. Mops, un personnage d'abord créé pour répondre à une commande du Bon Marché, fait plusieurs apparitions. Inspiré par Charlot ainsi que par les personnages joués par Buster Keaton, il incarne le père de Flupke dans la mini-série Le monde tel que le voudrait Flupke.
Les autres personnages apparaissant dans les épisodes de Quick et Flupke sont d'une manière générale les différents habitants de leur quartier. Plus précisément les personnages faisant de courtes apparitions sont certains de leurs camarades de classe ou de jeux, comme Jeff et Sus qui sont inspirés par des amis d'enfance d'Hergé, leur maître à l'école, ou encore les membres de leur famille. À l'instar des enfants qui servent à représenter certains de ses amis, de nombreux passants présents au travers de la série sont l'occasion pour Hergé de dessiner plusieurs de ses connaissances.
Enfin, quelques-uns des personnages importants de l'époque sont dépeints dans certaines planches, comme Neville Chamberlain, Adolf Hitler, Paul Hymans ou encore Benito Mussolini, l'occasion pour Hergé de présenter un avis critique sur la guerre et le militarisme.

## Terrains de jeu
La croyance voulant que la bande dessinée mette en scène le quotidien de deux enfants dans le quartier des Marolles à Bruxelles, vient d'un supplément au journal belge Le Vif publié en 2006, mais les études montrent que leur terrain de jeu est probablement situé ailleurs à Bruxelles, dans un « univers urbain qu'il a toujours connu », dans un quartier à cheval entre Ixelles et Etterbeek, comme le montre la largeur des rues dans cette BD ou encore les points de vue sur le palais de justice de Bruxelles. Hergé et sa famille habitaient ce secteur, au 97 rue de l'Orient et sa grand-mère Antoinette Roch habitait à quelques pas dans la même rue.

## Ensemble des œuvres

### Premiers albums en noir et blanc

Logotype du premier album de 1930.

Les premiers recueils de gags précédemment parus dans Le Petit Vingtième sont publiés à partir de la fin de l'année 1930 par les Éditions du Petit Vingtième. Une des particularités des 500 premiers tirages est qu'ils sont dédicacés avec les prétendues signatures de Quick et Flupke. En 1934, 16 gags sont publiés dans le périodique français Cœurs vaillants sous la dénomination Quick et Jo.
À partir de mars 1934, les ouvrages d'Hergé sont publiés par Casterman, ce qui inclut les Quick et Flupke. C'est cet éditeur qui va ajouter pour la première fois de la couleur chez Quick et Flupke en ajoutant du rouge sur huit pages des albums de la 4e série.
La chronologie ci-dessous est établie à partir de l'étude « Quick & Flupke, noir sur blanc » de Marcel Wilmet, publiée en introduction du coffret Quick & Flupke : Éditions en Noir et Blanc publié en 2002 par Casterman.
- 1 Quick et Flupke, gamins de Bruxelles, Le Petit Vingtième, décembre 1930
- 2 Les Nouveaux Exploits de Quick et Flupke, gamins de Bruxelles, 2e série, Le Petit Vingtième, novembre 1932
- 3 Les Nouveaux Exploits de Quick et Flupke, gamins de Bruxelles, 3e série, Casterman, octobre 1934
- 4 Quick et Flupke, gamins de Bruxelles, 4e série, Casterman, novembre 1937
- 5 Les Nouveaux Exploits de Quick et Flupke, gamins de Bruxelles, 5e série, Casterman, décembre 1940

| Dates | Nombre de gags | Sujets et contextes                                                               |
| ----- | -------------- | --------------------------------------------------------------------------------- |
| 1930  | 46             | La vie quotidienne de rue.                                                        |
| 1931  | 51             | La vie quotidienne de rue.                                                        |
| 1932  | 47             | Le Far-West, la SDN, le football, le yoyo et l'irréalisme.                        |
| 1933  | 24             | Les obus, Hergé, le cauchemar, la politique internationale et les sports d'hiver. |
| 1934  | 41             | Le Loch Ness, l'irréalisme, Hitler et Mussolini et la politique internationale.   |
| 1935  | 35             | Les automobiles, Hergé et les sports d'hiver.                                     |
| 1936  | 9              | L'irréalisme, Mussolini et la politique internationale.                           |
| 1939  | 7              | Le service militaire, l'art contemporain et l'irréalisme.                         |
| 1940  | 3              | La vie quotidienne.                                                               |

### Premiers albums en couleurs
De 1949 à 1969, Casterman reprend Les Exploits de Quick et Flupke dans une édition de onze séries de 30 planches. Ce sont les premiers albums en couleurs imprimés en quadrichromie de Quick et Flupke, construits à partir du travail de modernisation du dessin des planches entamé par Hergé pendant la guerre. Les deux premiers albums sortent en 1949.
La chronologie ci-dessous est établie à partir de BD Gest'.
- 1 Les Exploits de Quick et Flupke, 1re série, Casterman, 1949
- 2 Les Exploits de Quick et Flupke, 2e série, Casterman, 1949
- 3 Les Exploits de Quick et Flupke, 3e série, Casterman, 1950
- 4 Les Exploits de Quick et Flupke, 4e série, Casterman, 1951
- 5 Les Exploits de Quick et Flupke, 5e série, Casterman, 1952
- 6 Les Exploits de Quick et Flupke, 6e série, Casterman, 1954
- 7 Les Exploits de Quick et Flupke, 7e série, Casterman, 1956
- 8 Les Exploits de Quick et Flupke, 8e série, Casterman, 1958
- 9 Les Exploits de Quick et Flupke, 9e série, Casterman, 1960
- 10 Les Exploits de Quick et Flupke, 10e série, Casterman, 1961
- 11 Les Exploits de Quick et Flupke, 11e série, Casterman, 1969

### Recueils etArchives Hergé

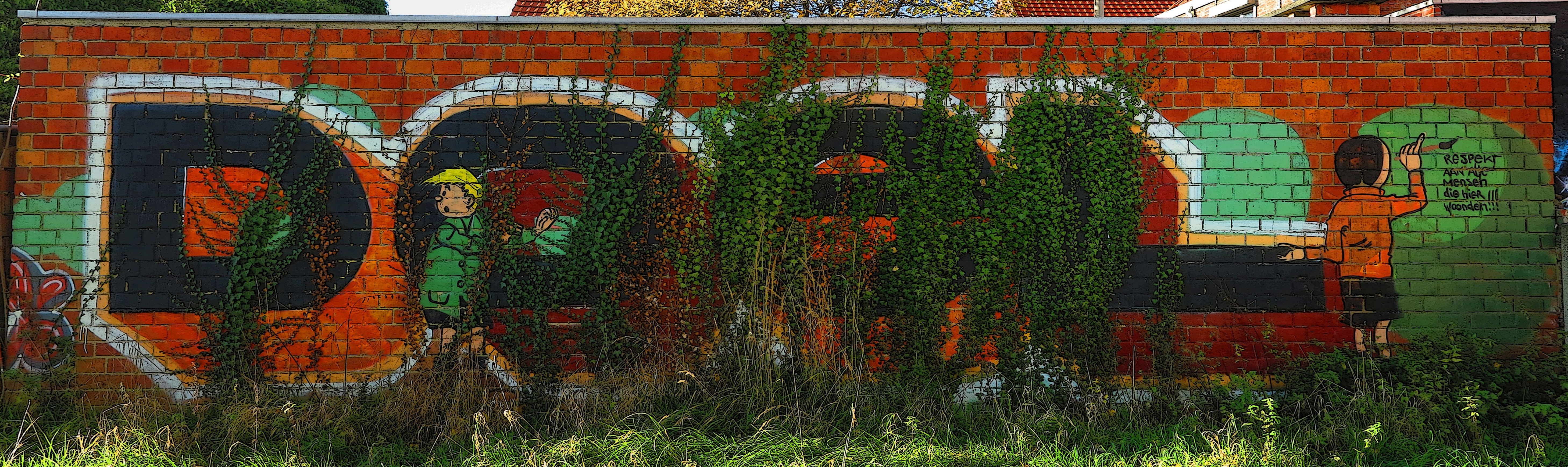
Quick et Flupke à Doel.

De 1975 à 1982, Casterman édite Les Exploits de Quick et Flupke en six recueils de 58 planches. L'appellation « série » est donc abandonnée, les aventures sont présentées d'une nouvelle façon et dans un nouveau format de 19 × 22,5 cm.
Entre-temps, les planches originales en noir et blanc sont à nouveau publiées dans le tome 2 des Archives Hergé en 1978.
La chronologie ci-dessous est établie à partir de BD Gest'.
- 1 Les Exploits de Quick et Flupke, Recueil 1, Casterman, 1975
- 2 Les Exploits de Quick et Flupke, Recueil 2, Casterman, 1975
- 3 Les Exploits de Quick et Flupke, Recueil 3, Casterman, 1975
- 4 Les Exploits de Quick et Flupke, Recueil 4, Casterman, 1976
- 5 Les Exploits de Quick et Flupke, Recueil 5, Casterman, 1977
- 6 Les Exploits de Quick et Flupke, Recueil 6, Casterman, 1982

### Rééditions et nouveaux albums

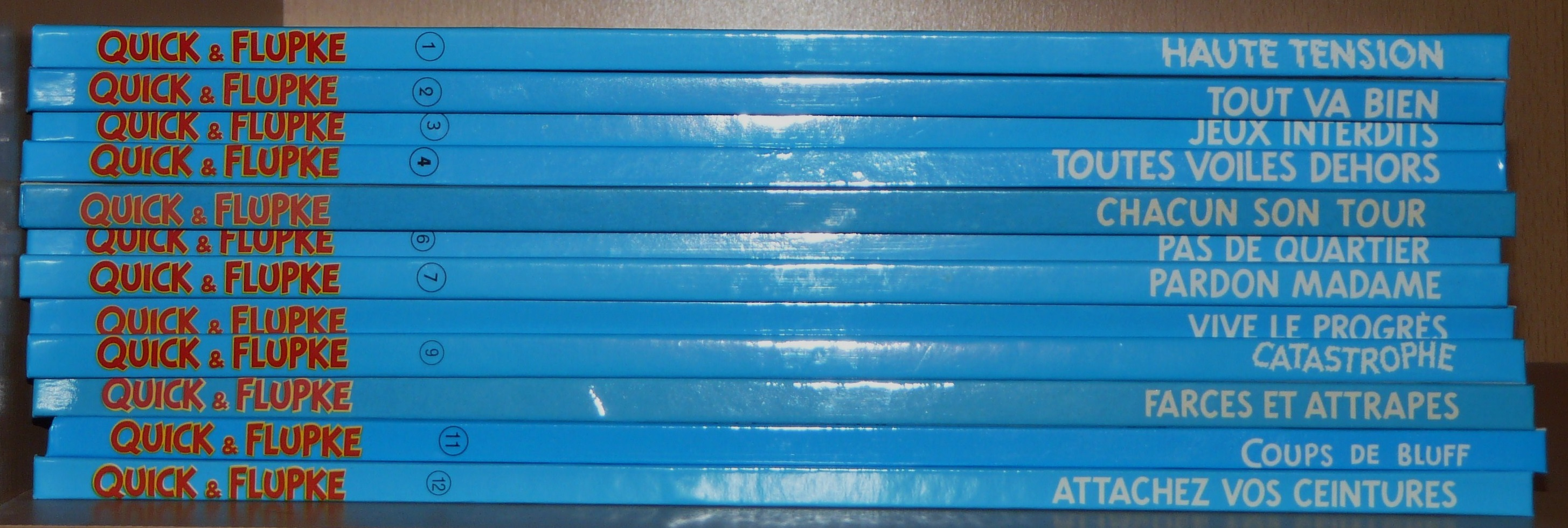
Les douze albums actuels de Quick et Flupke.

Une nouvelle réédition est faite sous la forme de douze albums tirés de 1985 à 1991. Dans celle-ci, les recueils de gags ne suivent pas l'ordre chronologique de leur création.
Les deux premiers volumes ne sont pas d'Hergé mais sont réalisés après sa mort par Johan De Moor qui les agrémente de certains gags de sa création. Ces deux premiers tomes sont donc des adaptations, par Johan De Moor et les Studios Hergé, de l'œuvre d'Hergé. Roger Ferrari aide au scénario de certains gags du premier tome.En parallèle, certains gags d'Hergé qui n'avaient encore jamais été adaptés en couleurs sont publiés. Dans le deuxième tome par exemple seulement 50 % des gags sont inédits, le reste étant disponible dans les onze tomes originaux ou dans les six volumes doubles, souvent avec des couleurs différentes[réf. nécessaire].
La chronologie ci-dessous est établie à partir de BD Gest'.
- 1 Haute tension, Casterman, septembre 1985
Scénario : Johan De Moor, Roger Ferrari - Dessin : Hergé, Johan De Moor
- 2 Jeux interdits, Casterman, septembre 1985
Scénario : Johan De Moor - Dessin : Hergé, Johan De Moor
- 3 Tout va bien, Casterman, septembre 1985
- 4 Toutes voiles dehors, Casterman, septembre 1986
- 5 Chacun son tour, Casterman, septembre 1986
- 6 Pas de quartier, Casterman, avril 1987
- 7 Pardon, Madame, Casterman, avril 1987
- 8 Vive le progrès, Casterman, septembre 1987
- 9 Catastrophe, Casterman, avril 1988
- 10 Farces et attrapes, Casterman, septembre 1989
- 11 Coups de bluff, Casterman, septembre 1990
- 12 Attachez vos ceintures, Casterman, septembre 1991

## Autres apparitions

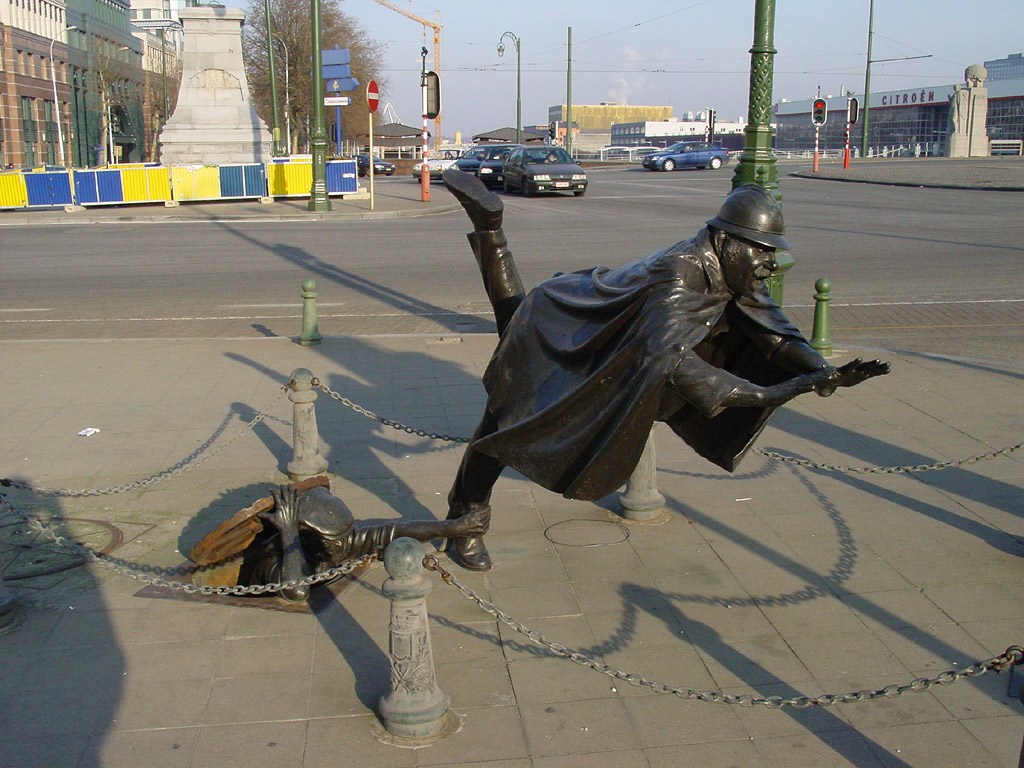
Exemple de policier bruxellois des années 1930 (Tom Frantzen).

- L'Agent 15 apparaît avant Dupond et Dupont de la série Les Aventures de Tintin et semble être le modèle sur lequel ils ont été conçus, notamment pour la moustache[10]. Il est parfois considéré comme un « sosie parfait » des Dupondt[11].
- Quick et Flupke apparaissent parmi les personnages présents sur le quai de la gare au début du deuxième album des Aventures de Tintin, Tintin au Congo[12]. Ils sont dessinés aussi bien dans la première case de la planche originale en noir et blanc, publiée dans Le Petit Vingtième le 5 juin 1930, que dans la version redessinée et publiée en couleurs pour la première fois en 1946 chez Casterman[13]. Ils sont sur le quai de la gare, devant le wagon où va monter Tintin[12].
- Hergé les dessine encore, courant devant les Dupondt, parmi la foule venue assister au départ de l'Aurore dans l'album de Tintin, L'Étoile mystérieuse[14].
- Sur la 4e de couverture de la collection grand format des albums de Tintin, ils sont sous l'affiche présentant les titres des albums, alors qu'ils se préparent à faire éclater la bouteille de whisky du Capitaine Haddock à l'aide d'un lance-pierre.
- Enfin, comme Quick et Flupke comptent parmi les premiers personnages enfants à être créés par Hergé, de nombreux enfants dessinés postérieurement dans les différentes œuvres du dessinateur peuvent faire penser aux lecteurs à Quick et Flupke. Aussi bien par l'habillement que par un comportement farceur, les deux enfants présents à la page 62 de l'album de Tintin Les Sept Boules de cristal sont considérés comme similaires à Quick et Flupke[1].

## Analyse
Avec les aventures des deux gamins de Bruxelles, Hergé bouleverse les codes traditionnels de la bande dessinée. Quick et Flupke peuvent prendre à partie le dessinateur qui s'est représenté lui-même à l'intérieur de la planche, ils peuvent se cogner contre le bord des cases en faisant du ski, parodier Hitler et Mussolini, ou gommer les éléments du dessin qui leur déplaisent, « le tout, note Benoît Peeters, dans un esprit d'absolue liberté ».

## Adaptation en animation
Une série d'animation Quick et Flupke, coproduite par la RTBF, Casterman et le ministère de la Communauté française de Belgique, a été créée de 1984 à 1986. Elle est composée de 260 épisodes d'une minute réalisés par l'Atelier Graphoui et Johan De Moor. Piet de Rycker, Roger Ferrari et Bob De Moor aident à la réalisation des épisodes.
La série est parue en partie sur trois DVD en 2000 (Coups de bluff, Tout va bien, Jeux interdits).